# Elaphoglossum pala
Elaphoglossum pala là một loài thực vật có mạch trong họ Lomariopsidaceae. Loài này được André ex H. Christ mô tả khoa học đầu tiên năm 1899.